# Grein (Neckarsteinach)
Grein ist ein Stadtteil von Neckarsteinach im südhessischen Landkreis Bergstraße.

## Geographische Lage
Grein liegt etwa 3,5 km nördlich von Neckarsteinach in einer etwa 0,7 km² großen Rodungsinsel im Naturpark Bergstraße-Odenwald im südlichen Odenwald ungefähr zwischen 350 und 400 m ü. NN.
Zu dem recht abgeschiedenen Dorf führt von Neckarsteinach über Darsberg im Süden die Kreisstraße K 36 hinauf, die nach einer Strecke von über 6 Kilometer und einer Gesamtsteigung von etwa 280 Metern kurz vor dem Ort in 398 m ü. NHN die Passhöhe vom Lanzenbachtal ins Greiner Tal erreicht. Gleich am Ortsrand kehrt die Straße zurück nach Süden und senkt sich mit dem hier entstehenden Greiner Bach weiter zu Tal. Sie wendet sich bald nach Westen und bietet, jenseits der Landesgrenze Hessens als K 4116 weiterlaufend, die einzige Verkehrsanbindung ans badische Schönau abseits des Steinachtals.
Östlich von Grein liegt die Nordspitze des dicht bewaldeten gemeindefreien Gebietes Michelbuch. Das Forsthaus Michelbuch ist über eine Forststraße erreichbar, die auf dem Bergsattel kurz vor Grein von der K 36 nach Osten abzweigt.

## Geschichte

Grein um 1668/1670

### Ortsgeschichte
Grein war ein Wormser Lehen der Herren Landschad von Steinach. Der große und kleine Zehnte ging zur Hälfte je an die Wormsische Hofkammer und den lutherischen Pfarrer in Neckarsteinach, wohin Grein auch eingepfarrt war. Die Größe des Ortes war stets gering. Am 23. März 1779 ist der halbe Ort abgebrannt. 1790 lebten in Grein sechs Familien mit zusammen 64 Personen.
Die Statistisch-topographisch-historische Beschreibung des Großherzogthums Hessen berichtet 1829 über Grein:

„Grein (L. Bez. Hirschhorn) evangel. prot. Filialdorf; liegt 1 St. von Hirschhorn, und hat 9 Häuser und 72 evangel. prost. und 7 kath. Einw. Hier hatten die Herrn von Hirschhorn 1628 noch Leibeigene. Grein, welches früher zum Ritterkanton Odenwald gehörte, kam 1802 von Mainz an Hessen.“

1908 wurde die Freiwillige Feuerwehr Grein gegründet.
Am 1. Oktober 1971 wurde im Zuge der Gebietsreform in Hessen die bis dahin selbstständige Gemeinde Grein auf freiwilliger Basis nach Neckarsteinach eingemeindet. Bis zu diesem Zeitpunkt war Wilibald Schöps der letzte Bürgermeister von Grein.
Für Grein sowie für die übrigen nach Neckarsteinach eingegliederten Gemeinden wurden Ortsbezirke mit Ortsbeirat und Ortsvorsteher nach der Hessischen Gemeindeordnung gebildet.

### Verwaltungsgeschichte im Überblick
Die folgende Liste zeigt die Staaten und Verwaltungseinheiten, denen Grein angehört(e):
- vor 1803: Heiliges Römisches Reich, Hochstift Worms, Amt Neckar-Steinach
- ab 1803: Heiliges Römisches Reich, Landgrafschaft Hessen-Darmstadt,[Anm. 2] Fürstentum Starkenburg, Amt Neckar-Steinach
- ab 1806: Großherzogtum Hessen,[Anm. 3] Fürstentum Starkenburg, Amt Neckar-Steinach
- ab 1815: Großherzogtum Hessen[Anm. 4], Provinz Starkenburg, Amt Neckar-Steinach
- ab 1821: Großherzogtum Hessen, Provinz Starkenburg, Landratsbezirk Hirschhorn[Anm. 5]
- ab 1832: Großherzogtum Hessen, Provinz Starkenburg, Kreis Bensheim
- ab 1840: Großherzogtum Hessen, Provinz Starkenburg, Kreis Heppenheim
- ab 1848: Großherzogtum Hessen, Regierungsbezirk Heppenheim
- ab 1852: Großherzogtum Hessen, Provinz Starkenburg, Kreis Lindenfels
- ab 1865: Großherzogtum Hessen, Provinz Starkenburg, Kreis Heppenheim
- ab 1871: Deutsches Reich,[Anm. 6] Großherzogtum Hessen, Provinz Starkenburg, Kreis Heppenheim
- ab 1918: Deutsches Reich, Volksstaat Hessen,[Anm. 7] Provinz Starkenburg, Kreis Heppenheim
- ab 1938: Deutsches Reich, Volksstaat Hessen, Landkreis Bergstraße[12][Anm. 8]
- ab 1945: Amerikanische Besatzungszone,[Anm. 9] Groß-Hessen, Regierungsbezirk Darmstadt, Landkreis Bergstraße
- ab 1946: Amerikanische Besatzungszone, Land Hessen, Regierungsbezirk Darmstadt, Landkreis Bergstraße
- ab 1949: Bundesrepublik Deutschland, Land Hessen, Regierungsbezirk Darmstadt, Landkreis Bergstraße
- ab 1971: Bundesrepublik Deutschland, Land Hessen, Stadt Neckarsteinach[Anm. 10]

## Bevölkerung

### Einwohnerstruktur 2011
Nach den Erhebungen des Zensus 2011 lebten am Stichtag dem 9. Mai 2011 in Grein 126 Einwohner. Darunter waren 3 (2,4 %) Ausländer.
Nach dem Lebensalter waren 24 Einwohner unter 18 Jahren, 48 waren zwischen 18 und 49, 27 zwischen 50 und 64 und 30 Einwohner waren älter.
Die Einwohner lebten in 60 Haushalten. Davon waren 18 Singlehaushalte, 21 Paare ohne Kinder und 18 Paare mit Kindern, sowie 3 Alleinerziehende und 3 Wohngemeinschaften. In 15 Haushalten lebten ausschließlich Senioren und in 36 Haushaltungen leben keine Senioren.

### Einwohnerentwicklung
| • 1806: | 56 Einwohner, 6 Häuser   |
| • 1829: | 79 Einwohner, 9 Häuser   |
| • 1867: | 120 Einwohner, 14 Häuser |

| Grein: Einwohnerzahlen von 1806 bis 2011 | Grein: Einwohnerzahlen von 1806 bis 2011 | Grein: Einwohnerzahlen von 1806 bis 2011 | Grein: Einwohnerzahlen von 1806 bis 2011 | Grein: Einwohnerzahlen von 1806 bis 2011 |
| --- | ---------------------------------------- | ---------------------------------------- | ---------------------------------------- | ---------------------------------------- |
| Jahr |                                          |                                          |                                          | Einwohner                                |
| 1806 | 1806                                     |                                          | 56                                       | 56                                       |
| 1829 | 1829                                     |                                          | 79                                       | 79                                       |
| 1834 | 1834                                     |                                          | 90                                       | 90                                       |
| 1840 | 1840                                     |                                          | 99                                       | 99                                       |
| 1846 | 1846                                     |                                          | 116                                      | 116                                      |
| 1852 | 1852                                     |                                          | 113                                      | 113                                      |
| 1858 | 1858                                     |                                          | 111                                      | 111                                      |
| 1864 | 1864                                     |                                          | 109                                      | 109                                      |
| 1871 | 1871                                     |                                          | 116                                      | 116                                      |
| 1875 | 1875                                     |                                          | 105                                      | 105                                      |
| 1885 | 1885                                     |                                          | 118                                      | 118                                      |
| 1895 | 1895                                     |                                          | 114                                      | 114                                      |
| 1905 | 1905                                     |                                          | 110                                      | 110                                      |
| 1910 | 1910                                     |                                          | 112                                      | 112                                      |
| 1925 | 1925                                     |                                          | 102                                      | 102                                      |
| 1939 | 1939                                     |                                          | 101                                      | 101                                      |
| 1946 | 1946                                     |                                          | 158                                      | 158                                      |
| 1950 | 1950                                     |                                          | 157                                      | 157                                      |
| 1956 | 1956                                     |                                          | 139                                      | 139                                      |
| 1961 | 1961                                     |                                          | 143                                      | 143                                      |
| 1967 | 1967                                     |                                          | 155                                      | 155                                      |
| 1970 | 1970                                     |                                          | 141                                      | 141                                      |
| 1980 | 1980                                     |                                          | ?                                        | ?                                        |
| 1990 | 1990                                     |                                          | ?                                        | ?                                        |
| 2002 | 2002                                     |                                          | 138                                      | 138                                      |
| 2010 | 2010                                     |                                          | 145                                      | 145                                      |
| 2011 | 2011                                     |                                          | 129                                      | 129                                      |
| Datenquelle: Historisches Gemeindeverzeichnis für Hessen: Die Bevölkerung der Gemeinden 1834 bis 1967. Wiesbaden: Hessisches Statistisches Landesamt, 1968. Weitere Quellen: bis 1970; Stadt Neckarsteinach 2002, 2010 Neckarsteinach aus webarchiv; Zensus 2011 |                                          |                                          |                                          |                                          |

### Historische Religionszugehörigkeit
| • 1829: | 72 evangelisch protestantische (= 91,14 %), und 7 katholische (= 8,86 %) Einwohner |
| • 1961: | 113 evangelische (= 79,20 %), 28 katholische (= 19,58 %) Einwohner                 |

## Politik
Für Grein besteht ein Ortsbezirk (Gebiete der ehemaligen Gemeinde Grein) mit Ortsbeirat und Ortsvorsteher nach der Hessischen Gemeindeordnung.
Der Ortsbeirat besteht aus fünf Mitgliedern. Ortsvorsteher ist Matthias Borst.